# کانی تالبوت
کانی ویکتوریا الیزابت تالبوت (متولد ۲۰ نوامبر ۲۰۰۰) خواننده انگلیسی است. در سال ۲۰۰۷، وی نایب قهرمان اولین سری از بریتانیا استعداد است. وی سپس با شرکت ضبط Rainbow قرارداد امضا کرد و اولین آلبوم خود را به نام Over the Rainbow در تاریخ ۲۶ نوامبر ۲۰۰۷ منتشر کرد که بیش از ۲۵۰٬۰۰۰ نسخه در سراسر جهان فروخته و به مقام یک در سه کشور رسیده‌است.
آلبوم دوم تالبوت، آلبوم کریسمس کانی تالبوت، در ۲۴ نوامبر ۲۰۰۸، سومین وی، جادوی تعطیلات، در ۲۰ اکتبر ۲۰۰۹ و چهارمین او، جهان زیبا، در ۲۶ نوامبر ۲۰۱۲ منتشر شد. در سال ۲۰۱۹، او در بریتانیا شرکت کرد Talent: The Champions و در سال ۲۰۲۰ در America's Got Talent: The Champions به رقابت پرداختند.

## زندگی شخصی
تالبوت با مادرش، شارون، پدرش گاوین، برادر بزرگترش جاش و خواهر بزرگترش مولی در شهرستان میدلندز زندگی می‌کند. در سال ۲۰۰۶، او در مراسم خاکسپاری مادربزرگ خود آواز خواند. کانی و برادرش هر دو از باشگاه فوتبال ولورهمپتون واندررز حمایت می‌کنند.